# Будський привілей
Будський привілей (також відомий як Будська угода) — набір обіцянок і поступок, зроблених для того, щоб Людовик I Угорський успадкував польський трон свого дядька Казимира III, таким чином уможлививши союз Угорщини та Польщі.

## Фон
До 1355 року другий шлюб короля П'ястів Казимира III з Аделаїдою Гессенською розпався. Його єдиними законними дітьми, народженими від шлюбу з Альдоною Литовською, були дві його дочки, герцогиня Єлизавета Померанська та курфюрстка Кунігунда Бранденбурзька. Єлизавета і Кунігунда обидві прагнули корони; перша — на користь її чотирирічного сина Казимира, а друга — на ім'я її чоловіка, курфюрста Люовіга II. Іншими кандидатами були вцілілі Пясти, далекі родичі Казимира III: князь Владислав з Гневкова та князь Земовит III з Мазовії. Однак король домовився про те, щоб, якщо він сам не матиме законних синів, його наступником став син його сестри Єлизавети, король Угорщини Людовик I, або її онук герцог Іван Славонський. Домовленість була підтверджена Вишеградською угодою 1339 року та більш чітко закріплена в Буді 1355 року.

## Положення
Привілей визнавав за шляхтою право обирати польського монарха. Людовик урочисто пообіцяв, що не буде накладати жодних нових податків на шляхту та духовенство і що він не вимагатиме жодної фінансової підтримки для свого двору під час подорожей у Польщі.
Незважаючи на пізнішу схильність Казимира III призначити спадкоємцем свого онука, після смерті свого дядька в 1370 році Людовик без труднощів зійшов на престол Польщі. Однак незабаром він був змушений піти на нові поступки шляхті; сам він не мав синів і хотів забезпечити прихід на престол однієї зі своїх доньок шляхом надання Кошицького привілею.